# Freemantle
Freemantle – dzielnica miasta Southampton, w Anglii, w Hampshire, w dystrykcie (unitary authority) Southampton. W 2011 osada liczyła 15 937 mieszkańców.